# Noble County Courthouse (Oklahoma)
Das Noble County Courthouse in Perry ist das Justiz- und Verwaltungsgebäude (Courthouse) des Noble County im mittleren Norden des US-amerikanischen Bundesstaates Oklahoma.
Das dreistöckige Gebäude mit vier sich ähnelnden Fassaden wurde 1915 im Stil der Neorenaissance errichtet. Der Architekt des Gebäudes ist heute nicht mehr bekannt.
Das Gebäude wurde 1984 mit der Referenznummer 84003361 in das National Register of Historic Places aufgenommen.

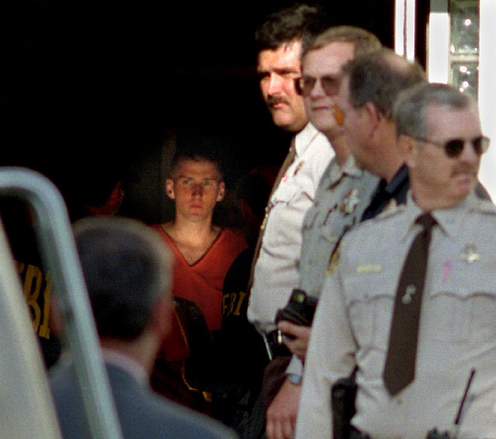
Timothy McVeigh im Gerichtsgebäudes von Perry

Am 19. April 1995 wurde der Terrorist Timothy McVeigh kurz nach dem Bombenanschlag von Oklahoma City von der Highway Patrol auf der Interstate 35 wegen eines fehlenden Nummernschildes und des Besitzes einer in Oklahoma nicht zugelassenen Schusswaffe festgenommen. Drei Tage später, als er noch in dem im Obergeschoss des Gerichtsgebäudes untergebrachten Gefängnis saß, konnte er identifiziert und den zuständigen Bundesbehörden überstellt werden.